# Trölladyngja (Krýsuvík)
Pour l’article homonyme, voir Trölladyngja (Bárðarbunga).
Le Trölladyngja, toponyme islandais signifiant littéralement en français « le volcan bouclier du troll », est un volcan d'Islande situé dans le Sud-Ouest du pays, sur la Reykjanesskagi. Trölladyngjukerfið, l'autre nom du système volcanique de Krýsuvík, signifie « le système (volcanique) du Trölladyngja ».

## Géographie
Le volcan est situé dans le centre de la Reykjanesskagi, entouré par le Kleifarvatn au sud-est, la Fagradalsfjall au sud-ouest, le Keilir et le Þráinsskjaldarhraun au nord-ouest et le Dyngnahraun au nord. La petite vallée d'Höskuldarvellir se trouve immédiatement à ses pieds au nord-ouest et les lacs de Spákonuvatn, Djúpavatn et Grænavatn immédiatement au sud. L'intégralité du volcan est situé dans la municipalité de Grindavíkurbær dont le chef-lieu Grindavík se trouve au sud-ouest ; l'agglomération de Reykjavik — notamment Hafnarfjörður — se trouve au nord-est.
Cette fissure volcanique ourlée de cratères culmine à 375 mètres d'altitude au sein du système volcanique de Krýsuvík qui comprend d'autres bouches éruptives.

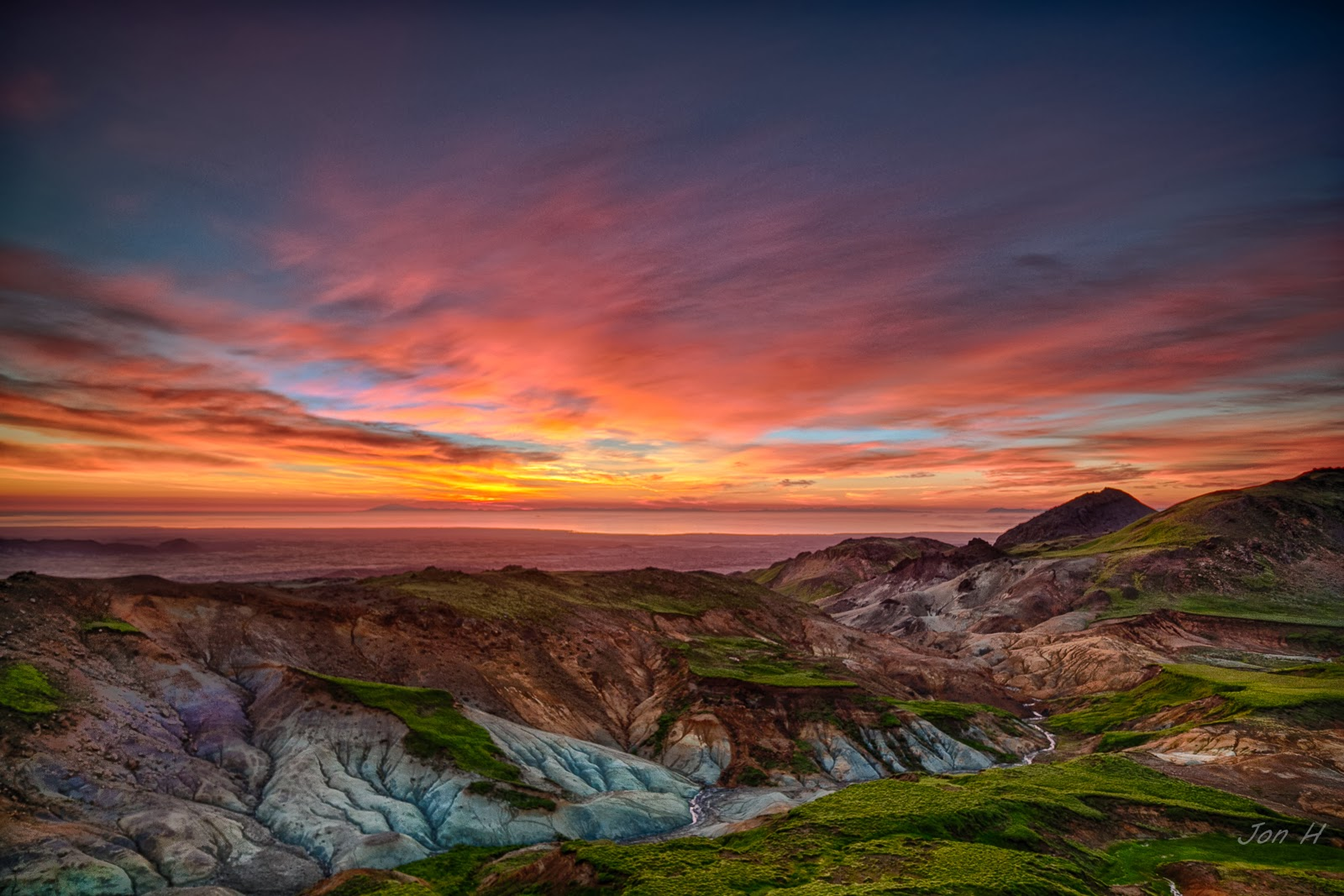
Paysage de soleil couchant avec le Trölladyngja (à droite).